# SummerSlam (1999)
SummerSlam (1999) — PPV-шоу, которое проводит World Wrestling Federation. Шоу проходило 22 августа 1999 года на арене «Таргет-центр» в Миннеаполисе, Миннесота, это было 12 ежегодное шоу SummerSlam. На шоу прошло 9 поединков и было разыграно 6 чемпионских титулов.

## Результаты
| №                             | Матч                                                                                    | Тип матча                                                                        | Время |
| ----------------------------- | --------------------------------------------------------------------------------------- | -------------------------------------------------------------------------------- | ----- |
| 1                             | Джефф Джарретт (с Деброй Маршал) победил Ди’Ло Брауна (c)                               | Поединок за титул чемпиона Европы WWF и титул интерконтинентального чемпиона WWF | 07:27 |
| 2                             | «Аколиты» (Фаарук и Брэдшоу победили последними «Кузенов Холли» (Хардкор Холли и Краша) | Матч «Командный переполох»                                                       | 16:13 |
| 3                             | Эл Сноу победил Биг Босс Мена (c)                                                       | Хардкорный матч за титул хардкорного чемпиона WWF                                | 07:27 |
| 4                             | Айвори (c) победила Тори                                                                | Одиночный матч за титул чемпиона WWF среди женщин                                | 04:08 |
| 5                             | Кен Шермок победил Стива Блэкмена нокаутом                                              | Матч «Логово льва» с использованием оружия                                       | 09:06 |
| 6                             | Тест победил Шейна Макмэна                                                              | Матч по правилам уличной драки Гринвича                                          | 12:04 |
| 7                             | «Нечестивый союз» (Гробовщик и Биг Шоу) (с Полом Берером) победили Икс-пака и Кейна (c) | Поединок за командное чемпионство WWF                                            | 12:01 |
| 8                             | Скала победил Билли Ганна                                                               | Поединок «Поцелуй меня в задницу»                                                | 10:12 |
| 9                             | Мэнкайнд победил Стива Остина (c) и Triple H (c Чайной)                                 | Трёхсторонний матч за титул чемпиона WWF, специальный рефери — Джесси Вентура    | 16:23 |
| (c) – чемпион на начало матча |                                                                                         |                                                                                  |       |

### Матч «Командный переполох»
| Порядок | Рестлеры                              | Очерёдность | Устранены                   |
| ------- | ------------------------------------- | ----------- | --------------------------- |
| 1       | Эдж и Кристиан                        | 4           | «Аколиты» (Фарук и Бредшоу) |
| 2       | «Новый выводок» (Мэтт и Джефф)        | 1           | Эдж и Кристиан              |
| 3       | Мидеон и Висцера                      | 2           | Эдж и Кристиан              |
| 4       | Дроз и Принц Альберт                  | 3           | Эджи Кристиан               |
| 5       | «Аколиты» (Фаарук и Бредшоу)          |             | Победитель                  |
| 6       | «Кузены Холли» (Хардкор Холли и Краш) | 5           | «Аколиты»                   |